# Jessie Kite
Jessie Theresa Kite (1892 London – 1958) var en britisk gymnast som deltog i de olympiske lege 1928 i Amsterdam.
Kite vandt en bronzemedalje i gymnastik under sommer-OL 1928 i Amsterdam. Hun var med på det britiske hold som kom på en tredjeplads i multikamp for damer bagefter Nederlandene og Italien. Det var første gang at gymnastik for damer kom på det olympiske program. Holdkonkurrencen i multikamp for damer blev afviklet den 8. og 9. august 1928. Der var tolv gymnaster på hvert hold.